# دولسي ماريا لويناس
دولسي ماريا لويناس (بالإسبانية: Dulce María Loynaz)‏ ـ (10 ديسمبر 1902 ـ 27 أبريل 1997) هي شاعرة كوبية، فازت بجائزة ميغيل دي تيربانتس للآداب باللغة الإسبانية سنة 1992.

## سيرتها
ولدت لويناس في هافانا في 10 ديسمبر 1910 في عائلة وطنية مثقفة، ونشأت في جو أسري مثالي لتكوين شاعر. كان أبوها الجنرال إنريكي لويناس دل كاستيّو بطلًا قوميًا من أبطال جيش التحرير الكوبي، وهو مؤلف كلمات النشيد الوطني الكوبي، وكان شقيقها إنريكي لويناس مونيوس شاعرًا أيضًا.